# Las cicatrices de Drácula

Scars of Dracula es la quinta película de la saga del Conde Drácula realizada por la Hammer Productions en 1970 y protagonizada por Christopher Lee.
Dirigida por Roy Ward Baker, el veterano Roy Baker añadió el Ward a su nombre cuando fue contratado por la Hammer, al haber un técnico de sonido con igual nombre. 
Conocida en España e Hispanoamérica como Las cicatrices de Drácula, esta película marcó un punto de inflexión en el ciclo de filmes de Hammer sobre Dracula, que hasta ese momento había conservado una cierta continuidad. Con todo, recupera elementos presentes en la novela original de Bram Stoker, como la facultad del Conde de reptar por los muros del castillo y su habilidad de controlar a los murciélagos.
- Datos: Q764545